# Trung tâm Toyota
Trung tâm Toyota (tiếng Anh: Toyota Center) là một nhà thi đấu nằm ở Houston. Nhà thi đấu được đặt tên theo nhà sản xuất ô tô Toyota của Nhật Bản. Đây là sân nhà của Houston Rockets thuộc Giải bóng rổ Nhà nghề Mỹ (NBA). Đây cũng từng là sân nhà của Houston Aeros thuộc American Hockey League (AHL), và Houston Comets thuộc Giải bóng rổ nữ Nhà nghề Mỹ (WNBA).
Công việc xây dựng được bắt đầu vào tháng 7 năm 2001. Nhà thi đấu mới chính thức được khánh thành vào tháng 10 năm 2003. Tổng chi phí xây dựng là 235 triệu đô la, trong đó thành phố Houston chi trả phần lớn chi phí, và Rockets chi trả cho việc nâng cấp. Toyota đã trả 100 triệu đô la Mỹ để mua quyền đặt tên.